# Equipo de Copa Davis de Marruecos
El equipo marroquí de Copa Davis es el representante de Marruecos en dicha competición internacional. Su organización está a cargo de la Real Federación Marroquí de Tenis.

## Historia
Marruecos compitió en su primera Copa Davis en 1961. En tres oportunidades alcanzó la primera ronda del Grupo Mundial, en 2001, 2002 y 2004.

## Plantel actual (2016)
- Yassine Idmbarek
- Khalid Alouch
- Amine Ahouda
- Ayoub Chakrouni